# Хемоптоја
Хемоптоја, обилно искашљавање крви, плућна хеморагија (лат. hemoptoa) је назив за искашљавање великих количина (више од 150 до 200 мл/час) крви, најчешће настала, као последица оштећења зида (прскања) великих крвних судова, у спроводним дисајним путевима и плућима. Хемоптоја је у суштини тежи тежи облик хемоптизије, у току које је максимална количина искашљане крви (до 500 мл/ за 24 часа ), што је значајно мање него код хемоптоје (>200 мл/час ). Некада ова крварења могу да буду толико изражена и масивна, да болеснику прети гушење због аспирације крви или велики губитка крви појава искрвављености.

## Етиологија
Хемоптоја се доста често јавља код;
- туберкулозе плућа
- бронхиектазије
- тумори плућа и горњих дисајних путева (најчешће код карцинома бронха)
- апсцеса плућа
- повреде плућа и бронха итд.

Масивна (обилна), хемоптоја може бити праћена по живот опасним губитком крви, са знацима пратећег хиповолемијског шока и потпуним искрвављењем. Хемоптоја се углавном јавља као жаришна (фокална) плућна хеморагија (крварење), најчешће локализовано у спроводним дисајним путевима али се може јавити и у плућном паренхиму.

## Клиничка слика и дијагноза
- Болесник искашљава обилне количине свеже крви.
- Крварење траје од неколико минута до неколико сати.
- Пулс и дисање су убрзани,
- Крвни притисак, на почетку крварења, је нормална или повишен, а затим снижен.
- Аускулаторно дисање је ослабљено или потпуно одсутно изнад плућног крила у коме је крварење обилно или у које је дошло до аспирације крви.
- Пацијент је обично свестан и у седећем положају (ортопноја).
- У тешким случајевима, болесник је без свести, дисање је јако отежано, крв у великој количини испуњава усну дупљу и нос
- У терминалној фази, симптоми хиповолемиског шока.

## Диференцијална дијагноза
Крварења из грла, уста и носа, крварење из горњих делова дигестивног тракта.

## Терапија
Почиње се са аспирацијом (усисавањем) крви из уста и грла (код масивног крварења), како би се обезбедила проходност дисајних путева.
Медикаментозна терапија започиње применом лекова - хемостиптика;
- Дицинон у ампулама (1-2 амппуле од 2 ml сваких 4 до 6 сати у вену или мишић),
- К-витамина у ампулама (2 ампуле од 10 mg два пута дневно)

По заустављању крварења, прелази се на пероралну терапију таблетама Дициноне (на сваких 4 до 6 сати 1-2 таблете).
У случају да наведена терапија не дааје резултате лечење се наставља применом;
- Трансфузија свеже, пуне крви у количини од 1 до 2 дозе од (300 ml).
- Лечење кисеоником (35% кисеоником) са протоком од 4-6 литара, преко кисоничке маске или носног катетера.
- Лечење основног обољења које је довело до хемоптоје (које укључује и хирурушки третман код тежих облика хемпотоје).